# 低血圧
低血圧（ていけつあつ）とは、血圧が正常範囲を下回っている状態である。治療の基準は無く、症状がある場合に治療の対象となる。

## 定義（診断）
高血圧は日本高血圧学会にて基準が示されているが、低血圧には基準が存在しない。主に収縮期血圧（非専門用語で主に血圧の「上」と呼ばれる数値）で80mmHgを下回ると次のような症状が強く出やすい。世界保健機関（WHO）は世界共通の基準として、収縮期血圧100（mmHg）以下、拡張期血圧60（mmHg）以下を低血圧と定義している。

## 分類
原因で分類すると、
1. 本態性低血圧症（一次性）
  - 特別な原因疾患を伴わずに血圧が慢性的に低い状態。
2. 症候性低血圧症（二次性）
  - 原因が明らか。大量出血、胃腸疾患による栄養不良、心臓疾患やホルモン異常などによって起きる。

発病及び経過から下記に分類する事がある。
- 急性低血圧
- 慢性低血圧
- 一過性低血圧
- 起立性低血圧
- 食後低血圧 - 後に生じる低血圧、高血圧症の合併症として現れることがある。
- 透析低血圧 - 透析患者に起こる低血圧で、更に一過性の透析時低血圧と慢性の非透析時低血圧に分けられる[3]。

## 原因
本態性低血圧の原因は不明。二次性低血圧の原因は急性と慢性で分けて考えられる。

### 急性二次性低血圧
- 自律神経障害
  - 急性腎不全による二次性自律神経障害
- 発作性自律神経性失神（神経調節性失神）
  - 強い精神的ショック、暑いところでの長時間の起立、空腹、向精神薬、等
- 内分泌疾患
  - 褐色細胞腫術後はカテコールアミンの分泌量が急激に低下[4]
- 循環血液量の減少
  - 出血や血清の喪失で全身の循環血液量が減少
  - 食後の内臓血管急拡張、透析に伴う除水による細胞外液量の減少、血漿浸透圧の低下、自律神経障害
- 心拍出量の減少
  - 肺性心、大動脈弁狭窄症、急性心筋梗塞、特発性心筋症、
- 薬剤性
  - 降圧剤、亜硝酸製剤

### 慢性二次性低血圧
- 自律神経障害
  - 一次性
    - シャイ・ドレーガー症候群やパーキンソン病などの神経が変性する疾患 - 慢性起立性低血圧

  - 二次性
    - 糖尿病性腎症、慢性腎不全、アミロイドーシス - 慢性低血圧
- 内分泌疾患
  - アジソン病、低アルドステロン血症は低ナトリウム血症
  - カルチノイド症候群 - 血管運動作用を持つホルモン様物質を作る
- 心血管疾患
  - 静脈瘤、静脈弁欠損症等
  - 動静脈奇形 - 動脈から静脈に血液を短絡させる
- 循環血液量の減少
  - 過剰利尿等は全身の循環血液量を減少
  - 透析
- 心拍出量の減少
  - 慢性肺疾患による肺性心、弁膜症、慢性心筋梗塞等は心拍出量を減少させる事があるので慢性低血圧を起こす事がある。
- 薬剤性
  - 亜硝酸製剤、降圧剤、向精神薬、抗パーキンソン薬、等
- その他
  - 低運動、無重力、寝たきり、等は慢性低血圧を起こす事がある。

## 症状
以下の症状を起こす事がある。
- 頭痛、めまい、全身倦怠感、片頭痛
  - 脳や頭部筋肉の血行不良のため頭痛やめまいを起こす事があり、全身の筋肉や肝臓の血行不良のため全身倦怠感を起こす事がある。
- 不眠、朝起きの不良
  - 脳の血行不良のため不眠や朝起きの不良を起こす事がある。
- 食欲不振、吐き気、下痢、便秘、腹痛
  - 消化器の血行不良のため食欲不振や吐き気や下痢や便秘や腹痛を起こす事がある。
- 動悸、息切れ、不整脈
  - 心肺の血行不良のため動悸や息切れや不整脈を起こす事がある。
- 発汗
  - 血行不良による交感神経亢進のため発汗を起こす事がある。
- 冷え
  - 皮膚の血行不良のため冷えを起こす事がある。
- 乗り物酔い

血圧が低いだけで何ら症状の無いこともあるが、気分が落ち着かなかったり、片頭痛になったりイライラするなどの症状が訴えられることがある。早起きの朝が苦手などの症状が訴えられることもあるが、現時点でこれに対する医学的な裏付けは存在しない。

## 統計
食後性低血圧は高齢者に多くみられる。また、2次性起立性低血圧症の原因の約50%は糖尿病による。